# Nazariyeh
Nazarieh, Nizarieh, ou al-Nazariyah (النيزارية), est un village de l'ouest de la Syrie, à la frontière libanaise. Selon le recensement de 2004, sa population était alors de 3 813 habitants, dont une grande majorité de chrétiens. Il dépend administrativement du district et du canton de Qousseir, dans le gouvernorat de Homs, et se trouve au sud-ouest de Homs, au bord de l'Oronte. Il est proche des localités de Zita al-Garbiyeh au nord-ouest, Rableh et Qousseir au nord et Hisyah, plus loin à l'est.
Le village a été victime de tirs d'artillerie de rebelles islamistes venus de l'autre côté de la frontière en février 2016.